# Brighton Toy and Model Museum
Brighton Toy and Model Museum (Museu de Brinquedos e Models de Brighton, às vezes chamado o museu de brinquedos de Brighton) é um museu situado em Brighton, East Sussex. A coleção de brinquedos e modelos se estende por mais de 350 metros cuadrados, através  de cuatro dos antigos arcos debaixo o àtrio da estação de Brighton. Se fundou em 1991 e guarda mais de dez mil brinquedos e modelos, incluindo inestimáveis coleções de comboios-minaturas, aereonaves [controlados] por rádio, e muitos brinquedos antigos.
A área de exposição inclui dois grandes modelos ferrovárias totalmente operacionais (em 0- e 00-bitola), e exposições de obras de época de vários  fabricantes, incluindo Bing, Bassett-Lowke, Georges Carette, Dinky Toys, Hornby Trains, Märklin, Meccano, Pelham Puppets e Steiff. Também inclui obras operativas [individualmente construídas] tal como uma locomotiva de escala de quarto,  os aviões de combate "Spitfire" na entrada, e uma variação de outros modelos operativos por todo o museu. 
A entrada ao primeiro arco do museu, que contém o foyer, loja e o Visit Brighton ponto de informção para visitantes, é grátis. O museu é uma instituição de caridade registrada (#1001560). Em 2013, o museu anunciou parceria com o museu Rahmi M. Koç, Istambul.
Conteúdo e exposições

## Foyer, loja e Visit Brighton ponto de informação
O primeiro arco do museu contém um ponto de informação "Visit Brighton" para os visitantes, com mapas e brochuras, uma loja de briquedos frequentada  pricipalmente por escolas visitantes, e vitrines exibindo brinquedos e modelos de coleção que se vendem  aos visitantes.
Também contém a exposição do "Glamour of Brighton", que inclui modelos do Brighton Belle, objetos de coleção e um conjunto de outros modelos e exposições relacionados com Brighton, como o modelo do Royal Pavilion e de vagões ferroviais de Magnus Volk. 
Outros itens na entrada incluem uma locomotiva alimentada com carvão de escala de quarto, uma grande roda-gigante de Meccano motorizada, e um Spitfire de escala de quarto a controle remoto, localizado no teto. Também há escritórios e oficinas de restauração e manutenção na entrada que não se abrem ao público.

## Aniversário de Frank Hornby 2013
Em 2012, o museu recebeu uma bolsa do Heritage Lottery Fund para coordenar e publicar as celebrações e eventos durante 2013 para marcar o 150  aniversário de Frank Hornby.
A bolsa custea a expansão da cobertura "online" do museu do Meccano, Hornby trains e Dinky Toys, um acceso a wifi gratis, e a instalação e desenvolvimento de sistemas de informação com telas sensíveis ao toque, que permite aos visitantes consultar informações sobre exibições no museu. 
O museu também marcou o 150 aniversário do nacimento de Hornby com a "semana de Frank Hornby" (11-19 mayo 2013), uma semana de eventos sobra a vida e as obras do creador de briquedos.